# 岡田昭人
岡田 昭人（おかだ あきと、1967年6月 - ）は、日本の教育学者。専門は、比較・国際教育学、国際理解教育。
東京外国語大学総合国際学研究院（国際社会部門・国際研究系）教授。Ph.D.(教育学)。

## 略歴
同志社大学商学部卒業、ニューヨーク大学教育学大学院異文化コミュニケーション課程修士課程修了、オックスフォード大学教育学部大学院比較教育学専攻博士課程修了。
1999年より、東京外国語大学留学生日本語教育センター講師、2004年、助教授、2007年より、東京外国語大学外国語学部准教授、2009年より東京外国語大学総合国際学研究院准教授（大学院重点化による所属変更）、2013年より同教授。

## 研究業績
- 「教育の機会均等」概念をめぐる論点と研究視座に関する一考察」, 『教育学研究紀要』, 3巻, 53--69, 2012年
- Educational Reform and Equality of Opportunity in Current Japan, WCCES (World Council of Comparative Education Societies) Proposed Paper, 2010年
- 多文化共生社会におけるコミュニティと国際教育, 日本国際教育学会創設20周年記念大会, 2010年
- Post-war Educational Reform and the New Concepts of Equal Opportunity in England: 1944-1951, 『東京外国語大学論集』, 78号, 123--150, 2009年
- 現代日本における留学生受け入れ政策の課題と展望, 柏崎雅世教授退官記念論集, 445--463, 2009年
- Educational Inequality in an Age of Declining Birthrate, 広島大学留学生センター紀要, 18号, 47--56, 2008年
- 「マギル大学におけるFDグラム報告」, 「英語で開講する授業の国際水準化支援事業－短期留学プログラムの授業を手本にして国際的教育能力の向上を目指す－」報告書, 2007年
- 「総合制国際中等学校」の構想, 総合制国際中等学校における宗教教育, 2007年
- 新しい留学生教育プログラムの開発とその評価に関する研究報告書, 平成16・17年度文部科学省科学研究費, 2006年
- 「国立大学の独立行政法人化とFaculty Development」 - 外部評価との関連性を中心にしてー, 大阪大学大学教育実践センター紀要, 1号, 41--50, 2006年
- "A History of the Japanese University', The 'Big Bang' in Japanese Higher Education: The 2004 Reforms and the Dynamics of Change, 32--51, 2005年
- 西村俊一・岡田昭人(編）『諸外国の外国人学校政策』、東京学芸大学国際教育センター（185-198頁：末藤美津子と共同執筆）2004.3
- “Education of whom, for whom, by whom? Revising the Fundamental Law of Education in Japan”, Japan Forum, 14巻, 425--441, 2002年
- The Evolution of the Concept of Equal Opportunity in England: The News om, Robbins, and Plowden Reports, 国際教育, 8号, 93--118, 2002年
- 日本の教育改革とメリトクラシー, The Language Teacher, 61--67, 2001年
- “Japan as a Prototype of the ‘Degreeocracy’ Society?”, Educational Review, 53巻3号, 303--312, 2001年
- Educational Reform in Contemporary Japan, 東京外国語大学留学生日本語教育センター論集, 27号, 133--157, 2001年
- 異文化コミュニケーションと日本語教育, 二十一世紀の世界における日本語教育, 2--19, 2000年
- “Secondary Education Reform and the Concept of Equality of Opportunity in Japan”, Compare, 29巻2号, 171--189, 1999年
- 望ましい宿題とは何か：英国の教育雇用省の'Homework Guideline’を中心に, 日本教育新聞, 591巻, 32--33, 1998年
- Equality of Opportunity in Post-War England and Japan:A Comparative Study of Educational Policy, PhD Thesis of Oxford University, 1998年

## 著書
- 教育の機会均等, 学文社, 単行本（学術書）, 単著, 2013年
- オックスフォードの教え方, 朝日新聞出版社, その他, 単著, 2014年
- Education Policy and Equal Opportunity in Japan, Berghahn Books, 単行本（学術書）, 単著, 2012年
- 国際教育学の展開と多文化共生―日本国際教育会創立20周年記念年報(共著), 学文社, 単行本（学術書）, 共著, 2010年
- 日本語教育学研究への展望, ひつじ書房, 単行本（学術書）, 共著, 2009年
- The 'Big Bang' in Japanese Higher Education: The 2004 Reforms and the Dynamics of Change, TRANS PACIFIC PRESS, 単行本（学術書）, 共著, 2005年